# Greece (single)
Popstar is een nummer van de Amerikaanse DJ Khaled uit 2020, met vocalen van de Canadese rapper Drake. Het is, samen met Popstar (ook een samenwerking met Drake), de eerste single DJ Khaleds twaalfde studioalbum Khaled Khaled.
In de tekst heeft Drake het over een romantische en dure vakantie in Griekenland met een meisje. Op weg naar hun eersteklas vakantie in het Mediterrane paradijs belooft hij haar een tussenstop te maken bij Gucci- en Louis Vuitton-winkels. Drake's humeur is echter veranderd aan het eind van het nummer. Het meisje veroorzaakt problemen door te aanhankelijk te zijn, ook zeurt ze dat de rapper te stil zou zijn.
Het nummer werd in veel landen een hit, maar "Popstar" bleek meestal toch succesvoller. In de Amerikaanse Billboard Hot 100 behaalde "Greece" een 8e positie, en in Drake's thuisland Canada bereikte het de 3e positie. Het nummer bereikte in Nederland geen hitlijsten, terwijl in Vlaanderen de 10e positie in de Tipparade werd gehaald.